# Тимьян ползучий
Тимья́н ползу́чий, или Тимьян густоволоси́стый, или Чабре́ц ползу́чий, или Чабрец густоволосистый (лат. Thýmus serpýllum от др.-греч. Θύμος ἕρπυλλος) — вид многолетних полукустарников из рода Тимьян (Thymus) семейства Яснотковые (Lamiaceae). Народное название растения — богоро́дская (богоро́дицкая) трава́ (иногда это название применяют и к другим видам тимьяна). Под словом «чабрец», если его используют в качестве названия вида, понимают именно тимьян ползучий.
Широко используется как лекарственное растение, а также как пряность в кулинарии.

## Ботаническое описание

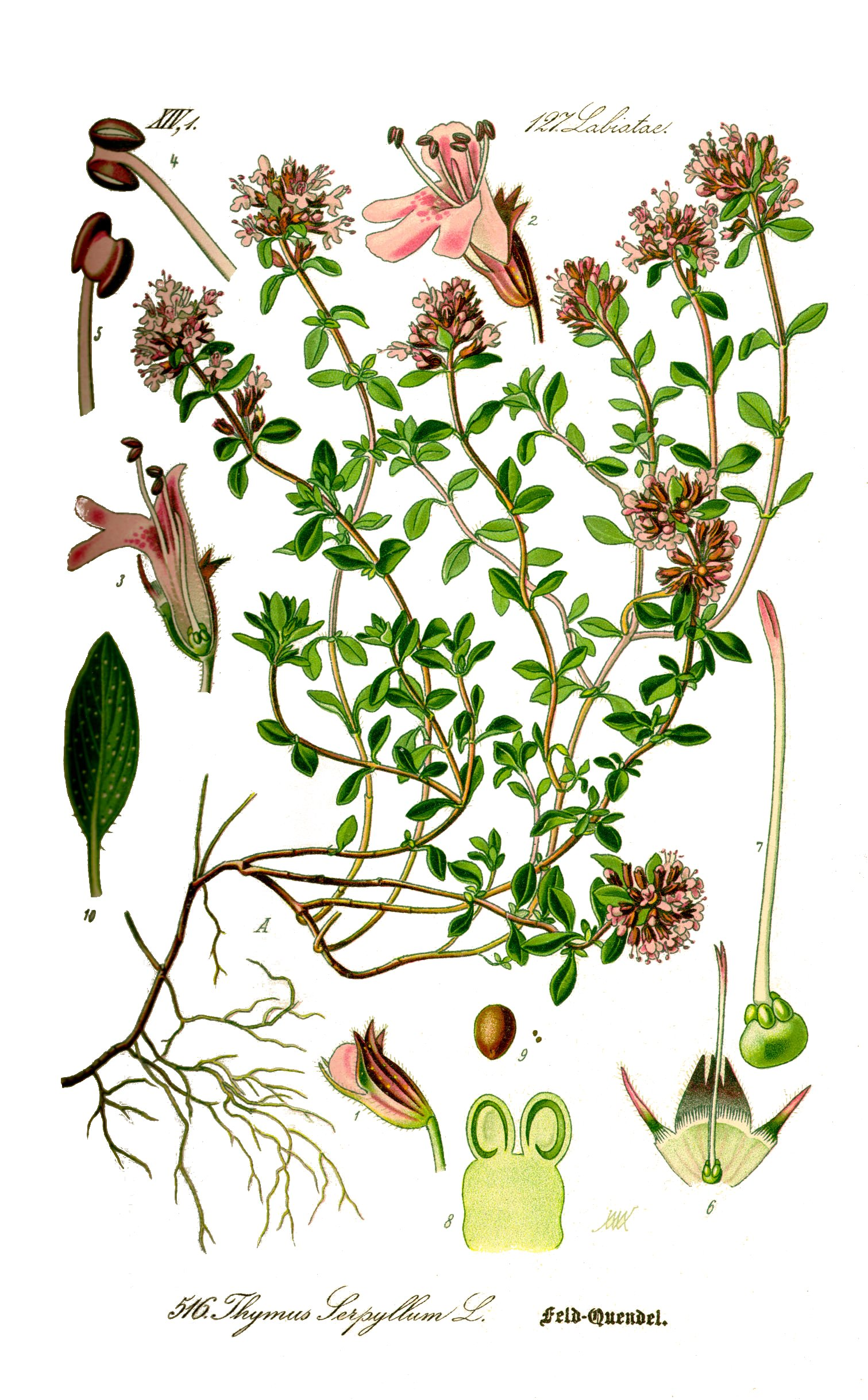

Многолетний полукустарник до 15 см высотой, заканчивающийся лежачим побегом; цветоносные стебли прямостоячие или приподнимающиеся. Образует дерновинки.
Листья эллиптические или продолговато-эллиптические, длиной 5—10 мм, шириной 1,5—3,5 мм, на коротком черешке, с желёзками, наполненными эфирными маслом. Края листьев, в отличие от тимьяна обыкновенного, не завёрнуты.
Соцветия головчатые, компактные. Чашечка узкоколокольчатая, длиной около 4 мм. Цветонос короче чашечки. Венчик и чашечка двугубые. Венчик розовато-лиловый, яркий, длиной 6—8 мм.
При основании завязи в цветке залегают нектарники, обильно выделяющие нектар.
Плод — мелкий эллипсоидальный орешек, длиной около 0,6 мм.
Цветёт, в зависимости от среды обитания, с конца мая до конца августа. Плоды созревают в июле — сентябре.

## Распространение и экология
Встречается в умеренном климате Евразии, от Скандинавии до Средиземноморья и от Британских островов до Восточной Сибири.
Обилен преимущественно в степной зоне. В лесной и полярно-арктической зонах встречается только на повышенных участках. Приурочен к скалам, каменистым и щебневым склонам, окраинам боров.
Обычно произрастает на песчаных почвах.

## Химический состав
Надземная часть растения содержит эфирное масло, флавоноиды, тритерпеновую, тимуновую (0,05 %), урсоловую, олеаноловую, кофейную, хлорогеновую, хинную кислоты, горечи, смолы, дубильные вещества, сапонины.
Выход эфирного масла из свежей травы 0,1—0,5 %, из сухой — 0,8—1,2 %. Эфирное масло — жидкость с сильным приятным запахом, бесцветная или светло-жёлтая. Главной составной частью эфирного масла являются фенолы (34—42 %), из них до 40 % тимола, имеется также карвакрол, n-цимол, L-α-пинен, γ-терпинен, терпинеол, L-борнеол, кариофиллен, линалоол. По составу эфирное масло близко к эфирному маслу тимьяна обыкновенного, но содержание фенольной фракции, как и тимола, ниже.

## Значение и применение

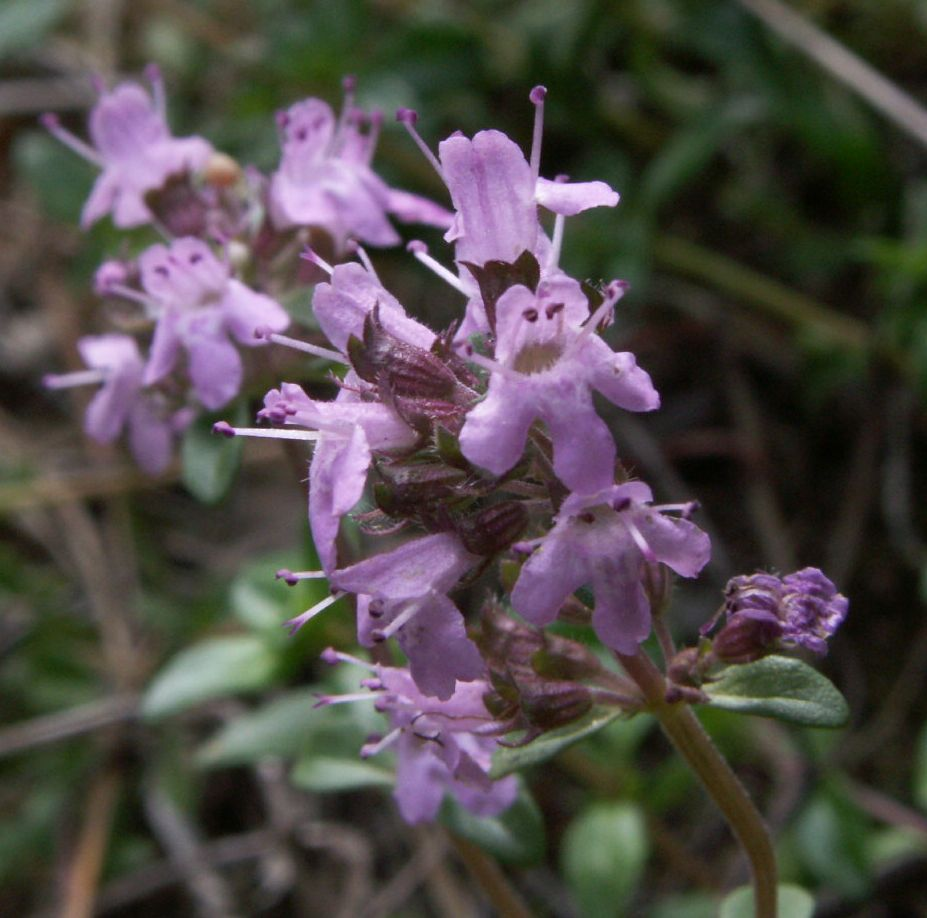
Цветки чабреца

### В пчеловодстве
Один из лучших медоносов, дающий пчёлам много нектара, из которого получается необыкновенно душистый мёд. По данным Н. П. Смарагдовой (1952), в пересчёте на сахар медоносность составляет 180 кг на гектар. В условиях Ростовской области продуктивность мёда 136,2 кг/га.
Наиболее интенсивно пчёлы посещают растение с 10 до 16 часов, когда количество сахара в нектаре выше. Чабрец ценен тем, что выделяет нектар и в засушливую погоду. Растёт густым ковром, поэтому пчёлы не перелетают с цветка на цветок при сборке нектара, а переходят от одного цветка к другому. Они набирают в зобик настолько много нектара, что иногда не могут взлететь с тяжелой ношей, и часто ночуют на цветках.

### Применение в кулинарии
Тимьян обладает приятным сильным ароматом и острым, сильно пряным, горьким вкусом. Является популярной пряностью, добавляемой к копчёностям, свинине и баранине, к паштетам, грибам, творогу, дичи и сырам. В небольшом количестве тимьяном приправляют жареную рыбу, печень, потроха и телятину.
Надземная часть растения до плодоношения используется при производстве напитков. Листья и молодые побеги тимьяна употребляют как салат, для засолки огурцов. Они служат для отдушки колбас, уксуса, коктейлей, чая. Для этих целей используют и свежие, и сухие листья.

### Применение в медицине
В научной медицине в качестве лекарственного сырья используется трава тимьяна ползучего (лат. Herba Serpylli), собранная в период цветения, обмолоченная и высушенная на открытом воздухе в тени или сушилках при температуре 35—40 °С. Срок хранения сырья 2 года. Применение такое же, как и травы тимьяна обыкновенного. Настои, отвары и экстракт чабреца назначают при острых и хронических заболеваниях дыхательных путей, бронхиальной астме и туберкулёзе. Жидкий экстракт из листьев входит в состав препарата «Пертуссин», применяемого при бронхитах и коклюше. Тимьян ползучий обладает бактерицидным, успокоительным, болеутоляющим, ранозаживляющим и антигельминтным действием. Надземная часть растения входит в состав отхаркивающих сборов, вяжущего и жёлчегонного сборов и сбора для ванн при воспалении суставов.
В народной медицине чабрец применяют при невралгии, различных неврозах, как потогонное, мочегонное, противосудорожное, успокаивающее и противогипертоническое средство. Наружно используется в виде ванн, компрессов и примочек при болях в суставах и мышцах. В виде мазей и примочек тимьян использовали при ревматизме, как ранозаживляющее при кожных болезнях. Хакасы используют богородскую траву в обряде алас — окуривании помещений, домашнего скота и другого имущества дымом для дезинфекции и отпугивания дурных духов.

### Прочее
Раньше его использовали как составную часть курений при богослужениях.
Тимьян используют в парфюмерии.

## Классификация

### Таксономия
Thymus serpyllum L., 1753, Sp. Pl. : 590
Вид Тимьян ползучий относится к роду Тимьян (Thymus) семейства Яснотковые (Lamiaceae) порядка Ясноткоцветные (Lamiales). Таксономическая схема в соответствии с Системой APG IV по состоянию на декабрь 2023 года:
|  |                                      |  |                                   |                                   |                      |  | ещё 23 семейства | ещё 23 семейства |                     |  |                         |  | еще 340 подтвержденных видов и 182 таксона, ожидающих подтверждения | еще 340 подтвержденных видов и 182 таксона, ожидающих подтверждения |  |
|  |                                      |  |                                   |                                   |                      |  | ещё 23 семейства | ещё 23 семейства |                     |  |                         |  | еще 340 подтвержденных видов и 182 таксона, ожидающих подтверждения | еще 340 подтвержденных видов и 182 таксона, ожидающих подтверждения |  |
|  |                                      |  |                                   | порядок Ясноткоцветные            |                      |  |                  |                  | род Тимьян          |  |                         |  |                                                                     |                                                                     |  |
|  |                                      |  |                                   | порядок Ясноткоцветные            |                      |  |                  |                  | род Тимьян          |  | 2 внутривидовых таксона |  |                                                                     |                                                                     |  |
|  | отдел Цветковые, или Покрытосеменные |  |                                   |                                   | семейство Яснотковые |  |                  |                  | вид Тимьян ползучий |  |                         |  |                                                                     |                                                                     |  |
|  | отдел Цветковые, или Покрытосеменные |  |                                   |                                   |                      |  |                  |                  |                     |  |                         |  |                                                                     |                                                                     |  |
|  |                                      |  | ещё 63 порядка цветковых растений | ещё 63 порядка цветковых растений |                      |  |                  | ещё 268 родов    | ещё 268 родов       |  |                         |  |                                                                     |                                                                     |  |
|  |                                      |  |                                   | ещё 63 порядка цветковых растений |                      |  |                  |                  | ещё 268 родов       |  |                         |  |                                                                     |                                                                     |  |

### Внутривидовые таксоны
- Thymus serpyllum subsp. serpyllum
- Thymus serpyllum subsp. tanaensis (Hyl.) Jalas

### Синонимы
- Origanum serpyllum Kuntze
- Serpyllum vulgare Fourr.
- Thymbra ciliata Ten.
- Thymus acicularis Besser
- Thymus angustifolius Pers.
- Thymus angustifolius var. empetroides Wimm. & Grab.
- Thymus angustifolius var. ericoides Wimm. & Grab.
- Thymus angustifolius var. inolens Dumort.
- Thymus angustifolius var. intermedius Becker
- Thymus angustifolius var. linearifolius Wimm. & Grab.
- Thymus angustifolius var. pycnotrichus Uechtr.
- Thymus angustifolius var. rigidus Wimm. & Grab.
- Thymus angustifolius var. silvicola Wimm. & Grab.
- Thymus aureus auct.
- Thymus azoricus G.Lodd.
- Thymus calcicola Schur
- Thymus campestris Salisb.
- Thymus chamaedrys var. rotundifolius Nyman
- Thymus citratus Dumort.
- Thymus dalmaticus var. carstiensis Velen.
- Thymus ellipticus Braun
- Thymus flagellicaulis A.Kern. ex Heinr.Braun
- Thymus glabrescens Benth.
- Thymus incanus Willd. ex Benth.
- Thymus inodorus Lej.
- Thymus lucidus Willd.
- Thymus micranthus Wierzb. ex Opiz
- Thymus oblongifolius Heinr.Braun
- Thymus ovatus var. concolor (Opiz) Formánek
- Thymus ovatus var. subcitratus (Schreb.) Formánek
- Thymus repens Gilib.
- Thymus rigidus Rchb. ex Besser
- Thymus rotundifolius Schur
- Thymus serpyllum f. arrectifolius Lyka
- Thymus serpyllum f. bergtianus Lyka
- Thymus serpyllum f. ellipticus (Opiz) Lyka
- Thymus serpyllum f. floribundus Lyka
- Thymus serpyllum f. hackelianus (Opiz) Lyka
- Thymus serpyllum f. rigidiformis Lyka
- Thymus serpyllum f. tardus Lyka
- Thymus serpyllum f. trichophorus Lyka
- Thymus serpyllum f. tristis Lyka
- Thymus serpyllum subsp. angustifolius (Wallr.) Schübl. & G.Martens
- Thymus serpyllum subsp. pycnotrichus Uechtr.
- Thymus serpyllum subsp. rigidus (Wimm. & Grab.) Lyka
- Thymus serpyllum subsp. subcitratus (Schreb.) Briq.
- Thymus serpyllum var. angustifolius Wallr.
- Thymus serpyllum var. danaenii Briq.
- Thymus serpyllum var. empetroides (Wimm. & Grab.) Briq.
- Thymus serpyllum var. ericoides (Wimm. & Grab.) Beck
- Thymus serpyllum var. exserens (Ehrh. ex Link) Becker
- Thymus serpyllum var. hirsutissimus Becker
- Thymus serpyllum var. inodorus Tinant
- Thymus serpyllum var. linearifolius (Wimm. & Grab.) Briq.
- Thymus serpyllum var. majus Schreb.
- Thymus serpyllum var. pachyderma Briq.
- Thymus serpyllum var. pycnotrichus R.Uechtr.
- Thymus serpyllum var. reflexus (Lej.) Tinant
- Thymus serpyllum var. serpyllum
- Thymus serpyllum var. silvicola (Wimm. & Grab.) Briq.
- Thymus serpyllum var. subcitratus (Schreb.) T.Durand
- Thymus serpyllum var. vallesiacus Briq.
- Thymus spathulatus var. castriferrei Borbás
- Thymus villosus Pall. ex M.Bieb.